# 薩迪斯 (肯塔基州)
薩迪斯（英語：Sardis）是一個位於美國肯塔基州梅森縣和羅伯森縣的城市。

## 地方資料
根據2020年美國人口普查的數據，薩迪斯的面積為2.59平方千米，當中陸地面積為2.59平方千米，而水域面積為0.00平方千米。當地共有人口60人，而人口密度為每平方千米23.17人。